# 张令彬
张令彬（1902年6月22日—1987年7月14日），原名张柏茂，中国人民解放军中将。1955年获一级八一勋章、一级独立自由勋章、一级解放勋章。